# Chaitophorus saliciniger
Chaitophorus saliciniger är en insektsart som först beskrevs av Frank Hall Knowlton 1927.  Chaitophorus saliciniger ingår i släktet Chaitophorus och familjen långrörsbladlöss. Inga underarter finns listade i Catalogue of Life.